# Parafia Wniebowzięcia Najświętszej Maryi Panny w Buśnie
Parafia Wniebowzięcia Najświętszej Marii Panny w Buśnie – parafia rzymskokatolicka znajdująca się w dekanacie Hrubieszów-Północ, w diecezji zamojsko-lubaczowskiej. 
Parafia została utworzona 23 marca 1921.
Do parafii należą wierni z następujących miejscowości: Busieniec, Buśno, Kurmanów, Raciborowice, Raciborowice-Kolonia
Liczba mieszkańców: 1100.